# جون جي شميتز
جون جي شميتز (بالإنجليزية: John G. Schmitz) (و. 1930 – 2001 م)هو سياسي، وضابط من الولايات المتحدة الأمريكية . ولد في ميلواكي، ويسكنسن . تولى منصب عضو مجلس شيوخ ولاية كاليفورنيا .
وهو عضو في الحزب الجمهوري .
توفي في بيثيسدا، ماريلاند .بسبب سرطان الموثة .

## الخدمة العسكرية
خدم في قوات مشاة بحرية الولايات المتحدة.